# Ulrike Wendland

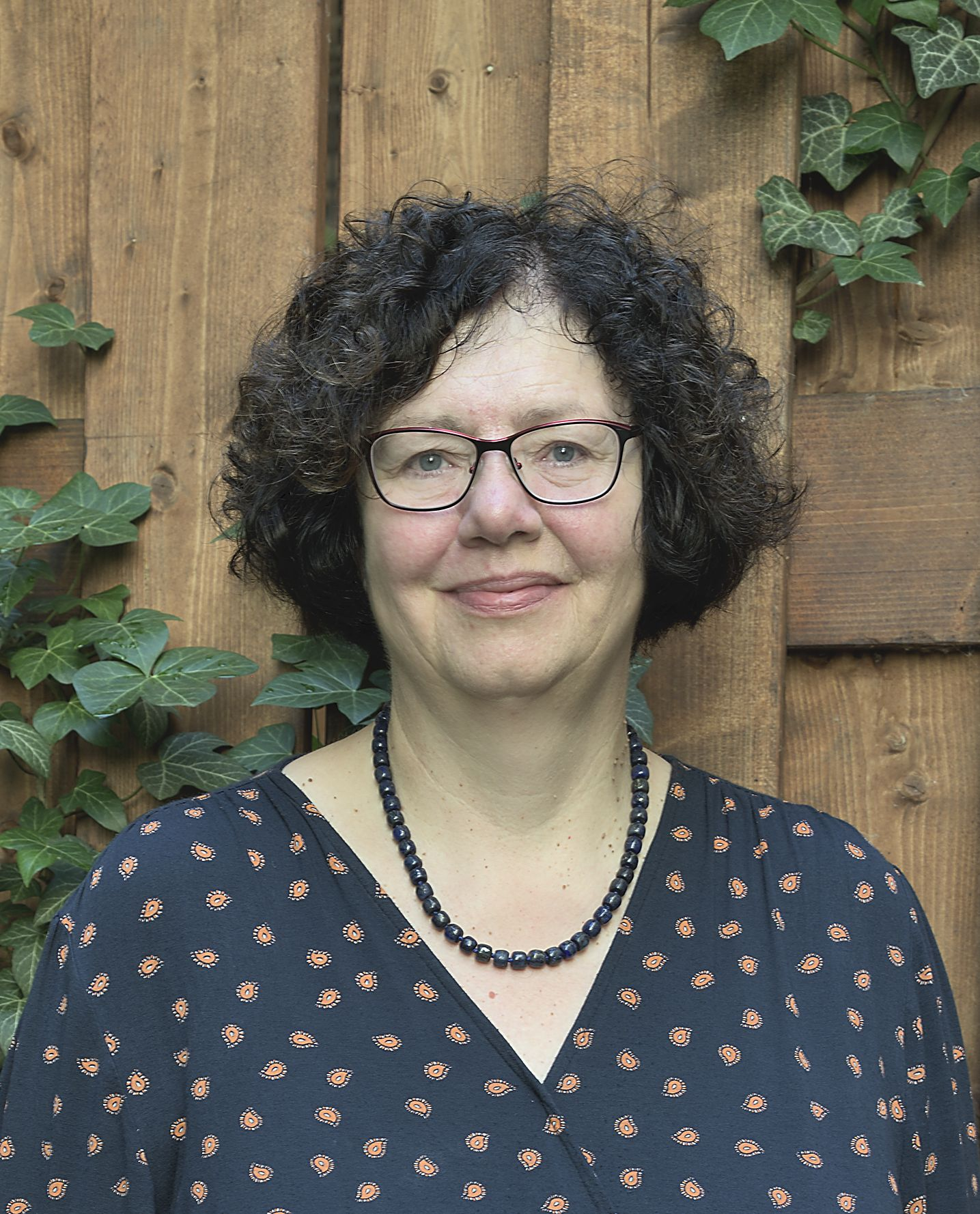
Ulrike Wendland (2021)

Ulrike Wendland (geboren 1960) ist eine deutsche Kunsthistorikerin, Denkmalpflegerin und Geschäftsführerin des Deutschen Nationalkomitees für Denkmalschutz.
Ulrike Wendland studierte Kunstgeschichte an der Universität Hamburg bei Martin Warnke. Dort wurde sie rund ein Jahrzehnt später 1996 mit einer Arbeit über deutschsprachige Kunsthistoriker im Exil promoviert. Gefördert wurde das Dissertationsvorhaben mit Mitteln der Ernst-Strassmann-Stiftung und der Deutschen Forschungsgemeinschaft. Im Anschluss an das Kunstgeschichtsstudium absolvierte Wendland Ende der 1980er-Jahre ein zweisemestriges Aufbaustudium Denkmalpflege an der Universität Bamberg sowie ein Volontariat am Denkmalschutzamt der Stadt Hamburg, wurde dann wissenschaftliche Assistentin am Fachgebiet Denkmalpflege des Instituts für Stadt- und Regionalplanung der Technischen Universität Berlin und schließlich zum Ende ihrer Hochschullaufbahn Oberassistentin am Institut für Denkmalpflege der ETH Zürich.
Im Jahr 2002 wurde Ulrike Wendland Landeskonservatorin und Leiterin des Landesdenkmalamtes Saarland. 2005 bis 2020 war sie Landeskonservatorin im Landesamt für Denkmalpflege und Archäologie Sachsen-Anhalt. Seit Juni 2020 ist sie Geschäftsführerin des Deutschen Nationalkomitees für Denkmalschutz in Bonn.
Bereits von 2005 bis 2009 ehrenamtliches Mitglied der Expertengruppe „Städtebaulicher Denkmalschutz“, gehört sie seit 2019 wiederum diesem Gremium des Bundesministeriums des Innern, für Bau und Heimat an.

## Publikationen (Auswahl)
- Biographisches Handbuch deutschsprachiger Kunsthistoriker im Exil. Leben und Werk der unter dem Nationalsozialismus verfolgten und vertriebenen Wissenschaftler. Zwei Bände. K. G. Saur, München 1999, ISBN 3-598-11339-0